# Miss Rio Grande do Sul 2011
O concurso que elegeu a Miss Rio Grande do Sul 2011 aconteceu dia 4 de dezembro de 2010 no Barra Shopping, em Porto Alegre. A vencedora foi Priscila Machado, representante do município de Farroupilha.
A seletiva aconteceu dia 13 de novembro de 2010 na Sociedade Ginástica de Novo Hamburgo, em Novo Hamburgo, e definiu as 30 finalistas.

## Resultados
| Colocação                   | Município |
| Miss Rio Grande do Sul 2011 | - Farroupilha - Priscila Machado |
| 2º. Lugar                   | - Sapiranga - Raquel Benetti |
| 3º. Lugar                   | - Porto Alegre - Samen dos Santos |
| 4º. Lugar                   | - Canoas - Janaína Andrade |
| 5º. Lugar                   | - Bagé - Tainá Rockett |
| Semifinalistas Top 15:      | - Candelária - Adriane Scherer - Ijuí - Andressa Mello - Caxias do Sul - Ariane Cerqueira - Torres - Camila Paiva - Vacaria - Carol Oliboni - Cerro Branco - Maqueli Gewerh - Novo Hamburgo - Ronedi Engroff - Gramado - Sarah Müller - Alvorada - Saraline Lacerda |

## Candidatas

### Candidatas Final
As 30 candidatas classificadas para a final do concurso Miss Rio Grande do Sul 2011:
| <spanMunicípio    | Candidata                         | Idade | Altura | Busto | Cintura | Quadril |
| Alvorada          | Saraline Lacerda                  |       | 178    | 90    | 63      | 93      |
| Bagé              | Tainá Nocchi Rockett              |       | 179    | 90    | 62      | 92      |
| Candelária        | Adriane Scherer                   |       | 178    | 90    | 60      | 90      |
| Canguçu           | Wanessa Müller de Araújo          |       | 180    | 91    | 62      | 92      |
| Canoas            | Janaina Andrade                   |       | 175    | 90    | 60      | 90      |
| Capão da Canoa    | Christielle Costa e Silva da Rosa |       | 180    | 92    | 63      | 94      |
| Camaquã           | Jéssica Amaral                    |       | 174    | 90    | 59      | 90      |
| Caxias do Sul     | Ariane Cerqueira                  |       | 178    | 92    | 62      | 92      |
| Cerro Branco      | Maqueli Gewehr                    |       | 181    | 93    | 63      | 93      |
| Estância Velha    | Taís König                        |       | 177    | 90    | 60      | 90      |
| Farroupilha       | Priscila Machado                  |       | 180    | 90    | 60      | 90      |
| Glorinha          | Danieli Zimmermann                |       | 175    | 90    | 60      | 92      |
| Gramado           | Sarah Müller                      |       | 180    | 92    | 62      | 92      |
| Ijuí              | Andressa Mello                    |       | 181    | 93    | 63      | 93      |
| Montenegro        | Elisa Kerber Schoenell            |       | 178    | 90    | 60      | 90      |
| Nova Petrópolis   | Natasha Pires                     |       | 173    | 90    | 62      | 92      |
| Novo Hamburgo     | Ronedi Engroff                    |       | 182    | 90    | 62      | 92      |
| Pelotas           | Juliana Buttenbender              |       | 174    | 90    | 59      | 90      |
| Porto Alegre      | Samen dos Santos                  |       | 180    | 90    | 58      | 90      |
| Rio Pardo         | Cassiane de Barros Kersting       |       | 172    | 90    | 60      | 92      |
| Santa Cruz do Sul | Franciele Melo                    |       | 172    | 90    | 60      | 90      |
| Santa Maria       | Nathalie Kuczura                  |       | 175    | 88    | 58      | 94      |
| São Borja         | Raphela Delazeri                  |       | 172    | 83    | 63      | 88      |
| São Leopoldo      | Cássia Katherine Santos da Silva  |       | 176    | 90    | 60      | 92      |
| Sapiranga         | Raquel Benetti                    |       | 177    | 90    | 66      | 91      |
| Soledade          | Júlia Guerra Falabretti           |       | 176    | 90    | 60      | 90      |
| Torres            | Camila Paiva Pinzon               |       | 178    | 92    | 60      | 92      |
| Tramandaí         | Luana dos Santos Pinheiro         |       | 174    | 90    | 60      | 90      |
| Vacaria           | Carolini Oliboni                  |       | 176    | 90    | 60      | 90      |
| Venâncio Aires    | Lunara Campos                     |       | 180    | 90    | 61      | 92      |

### Semifinal
No dia 13 de novembro de 2010, 67 candidatas de diversos municípios gaúchos disputaram 30 vagas para a final do concurso Miss Rio Grande do Sul 2011. A seletiva foi realizada na Sociedade Ginástica de Novo Hamburgo, em Novo Hamburgo.

#### Jurados da semifinal
| Jurado                  | Profissão                                       |
| Joel Hartz              | Designer                                        |
| Carmen Flores           | Empresária                                      |
| Rafaela Zanella         | Miss Brasil 2006                                |
| Paulo René Soares Silva | Advogado                                        |
| Lisiane Russo           | Diretora comercial Band RS                      |
| Felipe Veiga Neto       | Estilista                                       |
| Denise Cezimbra         | Miss RS 1973                                    |
| Fábio Verçoza           | Advogado e Rei Momo do Carnaval de Porto Alegre |
| Carina Daiana Rosa      | Rainha do Carnaval de Porto Alegre              |

#### Candidatas Semifinal
67 candidatas disputaram a semifinal do concurso Miss Rio Grande do Sul 2011:
| <spanMunicípio        | Candidata                         | Idade | Altura |
| Alegrete              | Ana Laura Machado Guidolin        | 20    |        |
| Alvorada              | Saraline Lacerda                  |       |        |
| Arambaré              |                                   |       |        |
| Arroio do Sal         | Patrícia Wesz                     | 22    |        |
| Arroio dos Ratos      | Paula Lopes Da Silva              |       |        |
| Bagé                  | Tainá Nocchi Rockett              | 19    |        |
| Bento Gonçalves       | Katia Vendrame                    | 20    |        |
| Camaquã               | Jéssica Amaral dos Santos         | 19    | 171    |
| Candelária            |                                   |       |        |
| Canguçu               | Wanessa Müller de Araújo          | 23    | 178    |
| Canoas                | Janaína Andrade                   |       |        |
| Capão da Canoa        | Christielle Costa E Silva Da Rosa |       |        |
| Caxias do Sul         | Ariane Cerqueira                  |       |        |
| Cerro Branco          | Maqueli Gewehr                    |       |        |
| Erechim               | Jéssica Ferragutt                 |       |        |
| Espumoso              | Vivian Rodrigues                  |       |        |
| Estância Velha        | Taís König                        | 18    | 177    |
| Estrela               | Mariana Muller                    |       |        |
| Estrela Velha         | Diulia Ceolin                     |       |        |
| Farroupilha           | Priscila Machado                  | 24    | 1.80   |
| General Câmara        | Juliana Gavski                    |       |        |
| Glorinha              | Danieli Zimermann                 | 19    | 173    |
| Gramado               | Sarah Muller                      |       |        |
| Guaíba                | Morgana Danieli De Oliveira       |       |        |
| Ijuí                  | Andressa Mello                    |       | 180    |
| Imbé                  | Débora Poth Duarte                |       |        |
| Itati                 | Isadora Weiss Gonçalves           |       |        |
| Jaguarão              | Clarissa Rubim                    |       |        |
| Montenegro            | Elisa Kerber Schoenell            | 21    | 174    |
| Nova Petrópolis       | Natasha Pires                     |       |        |
| Nova Prata            | Juliane Canci                     |       |        |
| Novo Hamburgo         | Ronedi Engroff                    |       |        |
| Osório                | Paola Priscila dos Santos         | 20    | 172    |
| Palmeira das Missões  | Caroline de Mello Vargas          |       |        |
| Pareci Novo           | Elisabete Dietrich                | 18    |        |
| Passo Fundo           |                                   |       |        |
| Paverama              | Marcia Daiane Link Pereira        | 25    | 172    |
| Pelotas               | Juliana Bütenbende                | 24    |        |
| Piratini              | Ana Carolina da Rosa              |       |        |
| Porto Alegre          | Samen dos Santos                  |       |        |
| Progresso             | Daniella Pozza                    |       |        |
| Rio Grande            | Marina Torres                     |       |        |
| Rio Pardo             |                                   |       |        |
| Santa Cruz do Sul     | Francine Melo                     |       |        |
| Santa Maria           | Nathalie Kuczura                  | 20    | 175    |
| Santa Rosa            | Kelly Goebel                      |       |        |
| Santana do Livramento | Luciane Cassol                    |       |        |
| Santo Ângelo          | Rafaela Viecili Bonamigo          |       |        |
| São Borja             | Emmilyn Lima                      |       |        |
| São Gabriel           | Dacila Lacerda                    |       |        |
| São José do Norte     | Estela Rocha                      |       |        |
| São Leopoldo          | Cássia Katherine                  |       |        |
| São Lourenço do Sul   | Jenifer Cerqueira                 |       |        |
| Sapiranga             | Raquel Benetti                    |       |        |
| Sapucaia do Sul       | Jennifer Pedreira Noschang        |       |        |
| Soledade              | Julia Guerra Falabretti           |       |        |
| Taquari               | Jéssica Goethel                   |       |        |
| Torres                | Camila Paiva Pinzon               | 20    | 175    |
| Tramandaí             | Luana Dos Santos Pinheiro         |       |        |
| Três Coroas           | Vanessa Muller                    |       |        |
| Três Forquilhas       | Fernanda Machado Da Costa         |       |        |
| Uruguaiana            | Carolina Oliboni                  |       |        |
| Vacaria               | Carol Oliboni                     |       |        |
| Venâncio Aires        | Lunara Campos                     |       |        |
| Viamão                | Renata Luisa Dos Santos           |       |        |
| Vila Nova do Sul      | Ariane Costa de Azevedo           |       |        |

## Informações sobre as candidatas
- Andressa Mello, Miss Ijuí 2011, representou o Rio Grande do Norte no Miss Brasil 2008, ficando entre as dez semifinalistas.
- Ariane Cerqueira, Miss Caxias do Sul 2011, namora o zagueiro da Seleção Japonesa de Futebol, Marcus Túlio Tanaka e sobrinha do atacante Washington do Fluminense.[23]
- Cíntia Regert não vai mais representar Passo do Sobrado[24] no Miss Rio Grande do Sul 2011, por ter vencido o concurso Miss Brasil Latina 2011.
- Giovana Suss iria representar Carazinho no Miss Rio Grande do Sul 2011, mas retirou-se do concurso para disputar o Miss Terra Brasil 2011, concurso no qual ficou entre as 16 semifinalistas.
- Natasha Pires representou o Brasil no Miss Atlántico Internacional 2010.
- Priscila Machado disputa o Miss Rio Grande do Sul pela 3ª vez (em 2008 ficou entre as 15 semifinalistas e em 2010 em 4º lugar). Também participou do Miss Porto Alegre 2010 no qual ficou em 2º lugar e do Miss Estado do Rio de Janeiro no qual ficou entre as oito semifinalistas.
- Raquel Benetti disputou o Miss Rio Grande do Sul 2007, também representando o município de Sapiranga, mas não obeteve classificação.
- Vanessa Koetz iria representar Sapiranga no Miss Rio Grande do Sul 2011, mas retirou-se do concurso para disputar o concurso A Mais Bela Gaúcha, que dará vaga a uma candidata no Miss Mundo Brasil 2011.